# 凸脉球兰
凸脉球兰（学名：Hoya nervosa）为夹竹桃科球兰属的植物，为中国的特有植物。分布在中国大陆的云南等地，多生长于树上，目前尚未由人工引种栽培。